# Némo Bovis
Guillaume Ferruccio Vincent „Némo” Bovis (ur. 6 maja 1887 w La Spezia, zm. ?) – francuski zapaśnik walczący w stylu klasycznym. Olimpijczyk z Antwerpii 1920, gdzie zajął szesnaste miejsce w wadze piórkowej.

## Letnie Igrzyska Olimpijskie 1920
| Konkurencja          | Rundy eliminacyjne     | Klas. końcowa |
| Konkurencja          | 1/8                    | Miejsce       |
| -------------------- | ---------------------- | ------------- |
| 60 kg styl klasyczny | Aage Torgensen (DEN) P | 16.           |